# Saint-Jean-de-Maruéjols-et-Avéjan
Saint-Jean-de-Maruéjols-et-Avéjan település Franciaországban, Gard megyében. Lakosainak száma 856 fő (2022. január 1.). Saint-Jean-de-Maruéjols-et-Avéjan Saint-Sauveur-de-Cruzières, Barjac, Rochegude, Saint-Privat-de-Champclos, Saint-Victor-de-Malcap és Tharaux községekkel határos.

## Népesség
A település népessége az elmúlt években az alábbi módon változott:
| Lakosok száma | 791  | 766  | 766  | 840  | 956  | 959  | 920  | 852  | 852  | 856  |
|               | 1968 | 1982 | 1990 | 2006 | 2013 | 2015 | 2017 | 2019 | 2020 | 2022 |